# L’Abergement-Clémenciat
L’Abergement-Clémenciat település Franciaországban, Ain megyében. Lakosainak száma 859 fő (2022. január 1.). L’Abergement-Clémenciat Baneins, Châtillon-sur-Chalaronne, Dompierre-sur-Chalaronne, Illiat, Saint-Étienne-sur-Chalaronne és Sulignat községekkel határos.

## Népesség
A település népességének változása:
| Lakosok száma | 347  | 477  | 728  | 811  | 811  | 767  | 776  | 771  | 806  | 859  |
|               | 1968 | 1982 | 1999 | 2006 | 2010 | 2015 | 2017 | 2018 | 2020 | 2022 |